# Clubiona mutata
Clubiona mutata là một loài nhện trong họ Clubionidae.
Loài này thuộc chi Clubiona. Clubiona mutata được Willis J. Gertsch miêu tả năm 1941.